# IC 5272
IC 5272 је спирална галаксија у сазвјежђу Тукан која се налази на листи објеката дубоког неба у Индекс каталогу.
Деклинација објекта је - 65° 11' 34" а ректасцензија 22h 59m 31,2s. Привидна величина (магнитуда) објекта IC 5272 износи 14,2 а фотографска магнитуда 14,8. IC 5272 је још познат и под ознакама ESO 109-30, FAIR 200, PGC 70188.